# Gochtanik
Gochtanik – wieś w Armenii, w prowincji Wajoc Dzor. W 2011 roku liczyła 190 mieszkańców.